# Odd Wang Sørensen
Odd Wang Sørensen (ur. 22 grudnia 1922 w Borge, zm. 10 kwietnia 2004 w Greåker) – norweski piłkarz występujący na pozycji napastnika.

## Kariera klubowa
Sørensen przez całą karierę występował w Sparcie Sarpsborg. W 1948 roku wywalczył z nią wicemistrzostwo Norwegii, a w 1952 roku Puchar Norwegii.

## Kariera reprezentacyjna
W reprezentacji Norwegii Sørensen zadebiutował 24 lipca 1947 w wygranym 4:2 towarzyskim meczu z Islandią. W 1952 roku znalazł się w kadrze na Letnie Igrzyska Olimpijskie, zakończone przez Norwegię na pierwszej rundzie. W latach 1947–1955 w drużynie narodowej rozegrał 25 spotkań i zdobył 17 bramek.